# Monaster Zmartwychwstania Pańskiego w Szkłowie
Monaster Zmartwychwstania Pańskiego – prawosławny klasztor w pobliżu Szkłowa, nad Dnieprem.

## Historia
Monaster został ufundowany przez rodzinę Sieniawskich równocześnie z monasterem Zaśnięcia Matki Bożej w Szkłowie i oficjalnie otwarty w 1702 przez biskupa białoruskiego Serapiona. Głównym przedmiotem kultu na jego terenie była ikona Matki Bożej, uważana przez prawosławnych za cudotwórczą. Mimo nacisków hierarchii unickiej przez cały okres swojego funkcjonowania w Rzeczypospolitej zachował wyznanie prawosławne; jako monaster tegoż wyznania wymieniony jest w dekrecie króla Augusta II z 1720. W 1727 Adam Mikołaj Sieniawski sfinansował całkowity remont klasztoru. Główną świątynią monasteru była cerkiew Zmartwychwstania Pańskiego.
Monaster pozostawał czynny do 1847.